# Haematopus ater
Haematopus ater е вид птица от семейство Haematopodidae.

## Разпространение
Видът е разпространен в Аржентина, Канада, Мексико, Перу, САЩ и Фолкландски острови.